# Desprim
Desprim is een plaats in de gemeente Zagreb in de Kroatische provincie Stad Zagreb. De plaats telt 330 inwoners (2001).